# Инякино
Иня́кино — (Княгинино, Михайловское) село в Шиловском районе Рязанской области, административный центр Инякинского сельского поселения.

## Географическое положение
Село Инякино расположено на Окско-Донской равнине на реке Мильчус в 19 км к северо-востоку от пгт Шилово. Расстояние от села до районного центра Шилово по автодороге — 22 км.
С востока вплотную к селу подступает большой лесной массив, в котором расположены в устье Зенкина ручья искусственное озеро (пруд) БАМ, урочища Инякинское Лесничество (бывший населенный пункт), Лысая Горка, Корки, Федино Болото и овраги Студеный и Савочки. К югу от села расположены урочища Ножка и Слатино; к северу — урочище Хоромы; к западу — лесной массив с урочищами Борок, Живое Болото и Синим камнем. Ближайшие населенные пункты — село Тырново, деревни Сельцо-Сергиевка и Елизаветинка.

## Население
| 1859 | 1897  | 1906  | 2010  |
| ---- | ----- | ----- | ----- |
| 2823 | ↗3328 | ↗4135 | ↘1224 |

По данным переписи населения 2010 г. в селе Инякино постоянно проживают 1224 чел. (в 1992 г. — 1419 чел.).

## Происхождение названия
Название носит владельческий характер.

## История
Первое описание Инякино есть в писцовых книгах Шацка в 1617г. https://proza.ru/2023/09/18/1163
Окрестности села Инякино были освоены человеком издавна, о чём свидетельствуют окружающие село памятники археологии. На территории самого села Инякино и в его окрестностях обнаружены каменный топор-кельт и кремнёвые наконечники стрел, относящиеся, предположительно, к эпохе бронзового века (2 тыс. до н. э.). В 1 км к северо-востоку от сельской церкви обнаружены группа славянских курганов; в 1,5 км к юго-западу от села на правом берегу реки Мильчус — остатки древнерусского городища XI—XIII вв. и поблизости от него селище XIII—XV вв. Городище расположено на возвышенности, засаженной в советское время сосновой посадкой. Сохранились остатки вала, опоясывающего городище, внутри которого расположены 2 кургана. Систематических археологических раскопок здесь не проводилось.
Инякино возникло на рубеже начала 17 века,и первоначально принадлежало касимовским царевичам,один из них,Михайл  Кайбулин в 1623 г. женился на Марии Григорьевне Ляпуновой,племяннице вождя нации в эпоху Смуты Прокофия Ляпунова..

Первое письменное упоминание о селе Инякино, Михайлово, Княгинино тож, содержится в писцовых книгах Шацка и Касимова за 1658—1659 гг., где оно описывается так: 
«За княгинею Марьею царевича князь Михайловою женою Кайбулина, что дано ей после мужа её на прожиток, село Михайловское, что была деревня Инякина на речке на Кильчусе, а в нём церковь во имя Успения Пречистыя Богородицы да предел Михаила Архангела, а в церкве образы и ризы и книги и колокола и всякое церковное строенье княгини Марьи, а у церкви двор поп Афонасей Кондратьев, двор дьячки Васка да Мартинко Афонасьевы дети, двор пономарь Гришка Петров сын Шорин, двор проскурницы Маланьицы Григорьевы дочери, двор помещицы, крестьянских 65 дворов, дворовых мест пустых 10».
То есть к середине XVII в. село принадлежало вдове татарского служилого князя Михаила Кайбулина и было уже довольно крупным, с Успенской церковью и помещичьим двором.

Согласно окладным книгам 1676 г. в селе Инякино при Успенской церкви значились 
«двор попа Прохора, двор попа Федоса, двор дьячков, двор пономарской, двор просвирницын, да прихоцких: двор боярской, а в нём живёт прикащик, крестьянских 134 двора, вдовьих 7 дворов, бобыльских 33 двора. А по скаске попове земли из боярских дач 3 четверти в поле, в дву потомуж, сеннаго покоса на 15 копен. По окладу данных денег 3 рубли 12 алтын 4 денги».

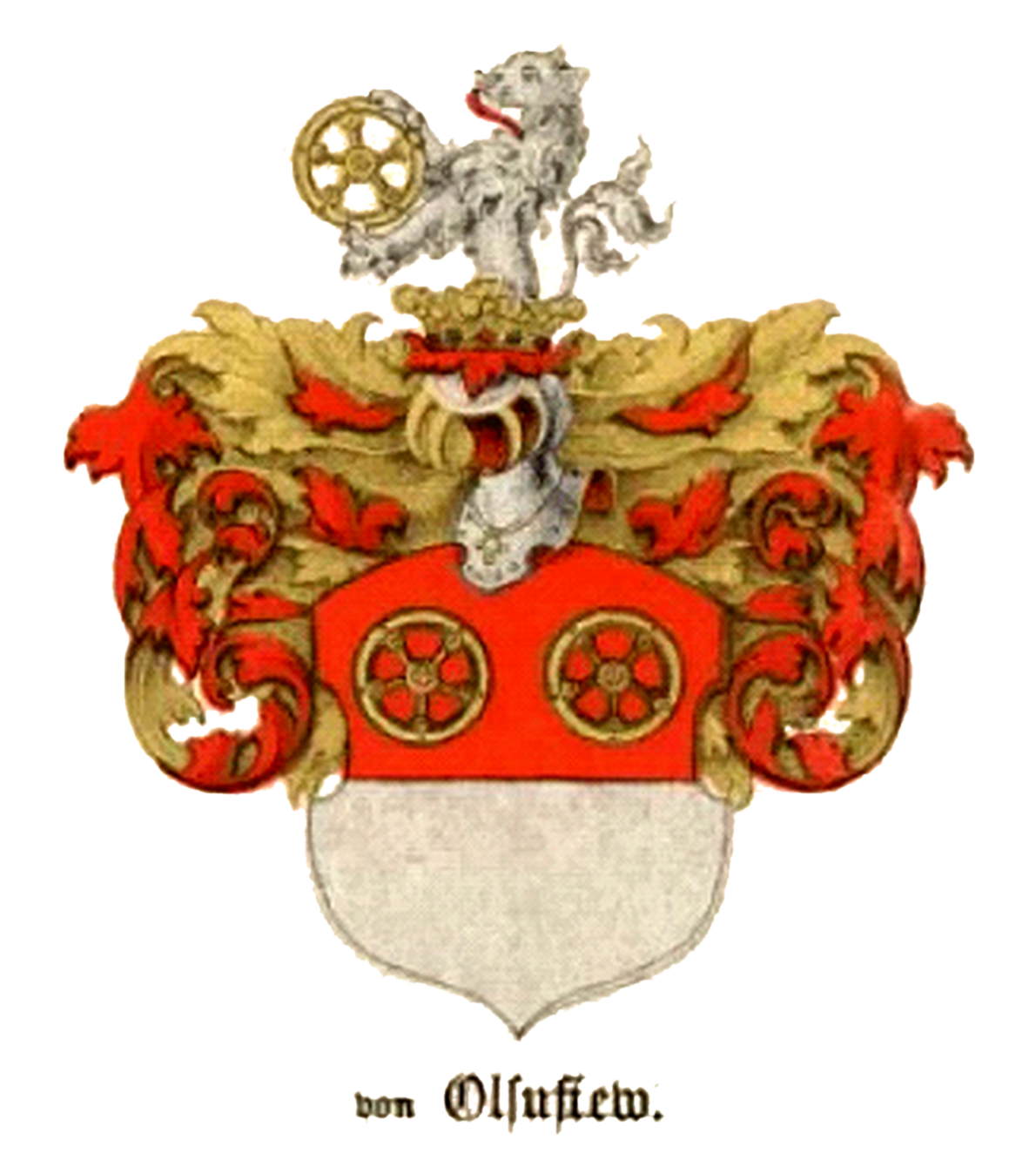
Герб рода дворян Олсуфьевых.

В 19 в. село Инякино  принадлежало генералу Дмитрию Сергеевичу Олсуфьеву (1780+1858 гг.),которому перешла по наследству от отца.
Герой Отечественной войны с наполеоновской Францией и участник Бородинского сражения. Д. С. Олсуфьев открыл в Инякино 2 фабрики по производству суконной и бумажной материи.
В 1836—1849 гг. по инициативе и на средства Д. С. Олсуфьева в селе Инякино вместо прежней ветхой деревянной церкви был построен просторный каменный Успенский храм с приделами во имя Архистратига Божия Михаила (справа), и святителя Митрофана Воронежского Чудотворца (слева).
Одновременно с Успенским храмом в селе Инякино были построены и приписанные к нему 2 часовни. Меньшая из них была возведена на месте алтаря старой деревянной Успенской церкви, а большая построена на противоположном берегу реки Мильчуса в устье Зенкина ручья, где, по преданию, была явлена в старину чудотворная икона святой Параскевы, именуемой Пятница, и где в её честь была устроена купальня.
Реформа 1861 г., сопровождавшаяся отменой крепостного права, привела к закрытию крепостных мануфактур в Инякино. В 1864 г. в Инякино открылась 1-классная земская приходская школа, позднее — 2-классная министерская. В 1878 г. в селе была построена кладбищенская Сергиевская церковь, в 1881 г. — часовня в честь святого князя Александра Невского — в память царя-освободителя Александра II.
К 1891 г., по данным И. В. Добролюбова, в приходе Успенской церкви села Инякино, помимо самого села с 429 дворами, числились деревни Елисаветина (35 дворов) и Сергиевское (98 дворов), в коих проживало 2098 душ мужского и 2296 душ женского пола, в том числе грамотных 637 мужчин и 72 женщины.
Село быстро росло, и к началу XX в. в Инякино насчитывалось уже 500 дворов. Но развитие капиталистических отношений приводило к обезземеливанию местного крестьянства: если к концу 1860-х гг. в Инякино насчитывалось 40 безземельных дворов, то к началу XX в. их было уже 280. Как следствие, развивалось отходничество, в том числе женское: так к 1897 г. инякинских крестьянки работали в городе на фабрике — 4 чел., чернорабочими — 2 чел.
Тяжелые условия труда и быта, массовое обезземеливание крестьян создавали благоприятную почву для революционной агитации, которая особенно усилилась в Инякино в годы 1-й русской революции 1905—1907 гг. Этому способствовала высылка правительством из Москвы и Санкт-Петербурга неблагонадежных элементов, замеченных в революционных выступлениях, под надзор полиции по месту жительства. Среди «неблагонадежных» было немало инякинских крестьян, уходивших на заработки в крупные города. В Инякино эти революционно настроенные крестьяне приобрели множество сторонников.
22 марта 1906 г., накануне Пасхи, общий сельский сход под их влиянием принял решение об удалении из села всех священников и об «умалении им доходности». На следующий день на площади перед Успенской церковью состоялся революционный митинг. Его организатором был местный крестьянин Г. Я. Федотов. Митинг носил антирелигиозный характер. Выбранное место (церковная площадь) и время (праздник Христова Воскресения) расценить иначе как провокацию было невозможно. В то время, когда в храме шло богослужение, от митинговавших отделилась группа из инякинских крестьян И. П. Богомолова, М. А. Овечкина, Ф. А. Лепехина, спасского мещанина Е. Е. Любимова, и направилась к церкви. Их попытка прорваться внутрь храма была пресечена прихожанами, оскорбленными дерзким поведением «революционеров». Митинговавшим все же удалось проникнуть на колокольню. На звоннице они взломали полы и повредили два колокола. Затем, разрушив кладку стены, стали бросать кирпичи в толпу, собравшуюся внизу, и в настоятеля церкви отца И. К. Множина, пытавшегося уговорами остановить хулиганов.
В последующие дни, по показаниям священников И. К. Множина и А. И. Аристова, «не только причт, но и все жители села были затерроризированы производившимися революционерами поджогами». 3 июля 1906 г. общий сельский сход крестьян села Инякино в своем приговоре вновь высказался за удаление из села всех священников и за лишение их всякого дохода.
Как развернулись бы события, дальше сказать трудно. В дело вмешалась администрация. И. П. Богомолов, М. А. Овечкин, Ф. А. Лепехин, Е. Е. Любимов и Г. Я. Федотов были арестованы полицией и преданы суду. Следствие длилось около 3 лет. В 1910 г. обвиняемые приговором окружного суда были признаны виновными. На вопрос прокурора о причинах митинга, о выборе места и времени его проведения, инякинские революционеры просто ответили: «Устроили все потому, что Бога нет!» За призывы к свержению существующего строя, богохульство и умышленную порчу церковного имущества суд приговорил осужденных к 4 годам каторжных работ. Вскоре все виновники «революционной» Пасхи были отправлены на каторгу.
Революционные традиции инякинских крестьян сохранились и в дальнейшем. В начале 1918 г. в Инякино была создана одна из первых в Спасском уезде партийных ячеек, насчитывавшая к маю 1918 г. уже 50 членов. Газета «Правда» от 23 июня 1918 г. писала, что это одна из наиболее крупных и сильных партийных организаций Рязанской губернии. В том же 1918 г., с целью занять местное крестьянство, по инициативе Совета крестьянских депутатов в селе Инякино был открыт кирпичный завод.
Коллективизация сельского хозяйства в Инякино началась весной 1929 г., когда в селе было создано Товарищество по совместной обработке земли (ТОЗ), а в сентябре 1929 г. на его базе был образован колхоз «Доброволец». К 1 января 1930 г. в Инякино было раскулачено 13 крепких крестьянских хозяйств. Однако обобществить весь скот в Инякино не смогли, так как это вызвало массовые протесты крестьян. Большую помощь в становлении колхоза оказала Инякинская машинно-тракторная станция (МТС) — одна из двух существовавших в то время на территории Шиловского района. Облик села значительно изменился: для семей колхозников и работников МТС строились новые просторные деревянные дома, в селе начала работу общеобразовательная школа.
В то же время именно в 1930-е гг. были уничтожены и разобраны на кирпичи все три часовни в селе Инякино, а на месте купальни у часовни святой Параскевы Пятницы вообще устроили скотобойню. В 1936 г. была закрыта и определена под скотный двор кладбищенская Сергиевская церковь, которая вскоре сгорела от удара молнии. 21 июня 1939 г. решением Рязанского Облисполкома был закрыт Успенский храм в селе Инякино, в котором устроили зернохранилище.
Трагичной оказалась судьба священнослужителей и монахов. В 1937 г. за контрреволюционную деятельность были арестованы сельский священник Иоанн Архангельский, дьякон Дмитрий Ерофеев и церковная староста Александра Клочкова. Отца Иоанна обвинили в агитации против коллективизации, в пораженческих взглядах и в использовании религиозных чувств граждан. Его и дьякона Дмитрия Ерофеева в 1937 г. расстреляли. Александру Клочкову сначала осудили как «единоличницу», злостно срывавшую посев яровых. Затем добавили «враждебные настроения к советской власти» и «активное участие в антисоветской группе церковников», осудив её на 10 лет лагерей.

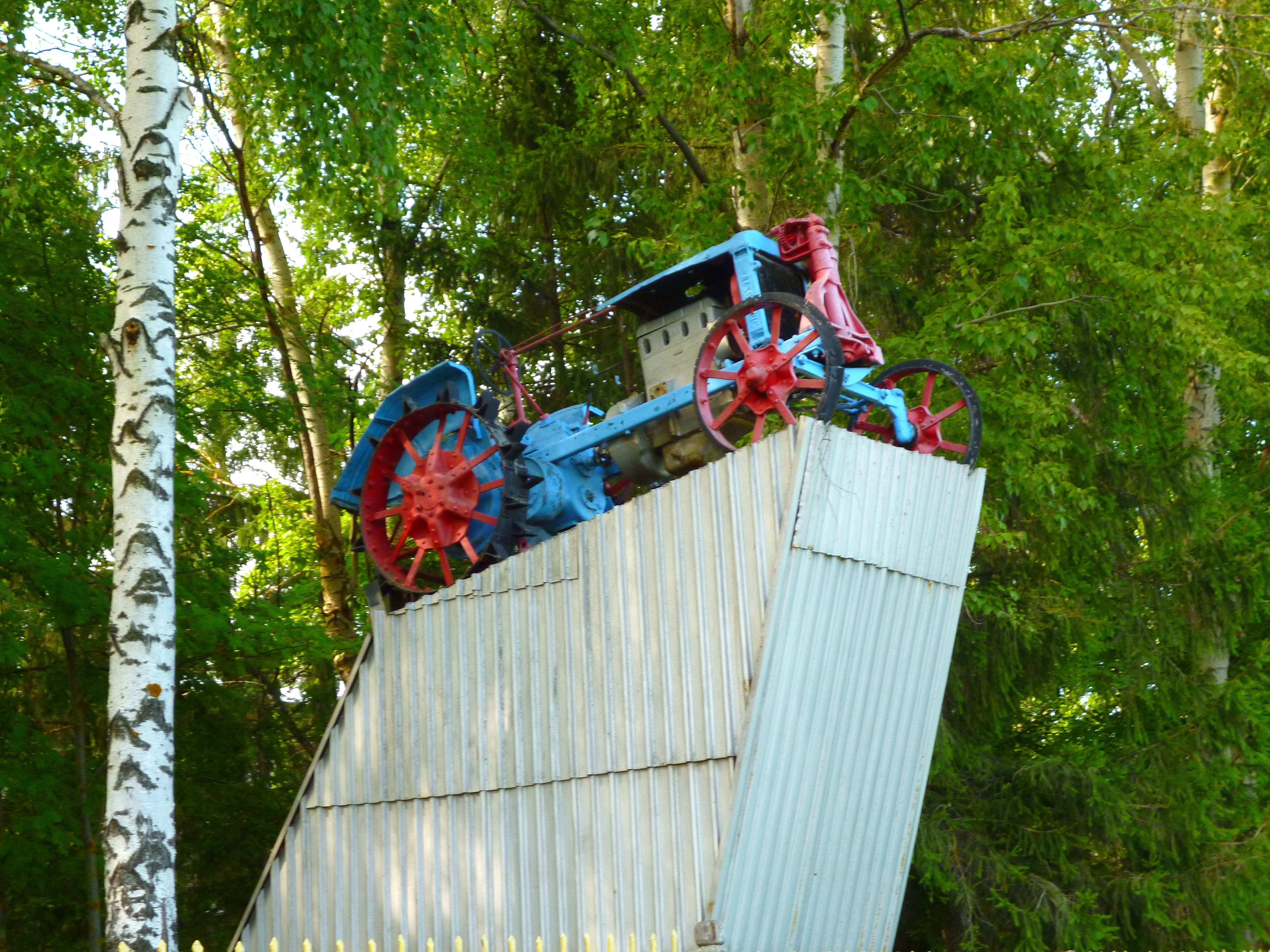
Село Инякино. Памятник работникам сельского хозяйства.

С началом Великой Отечественной войны 1941—1945 гг. мирное развитие села было прервано. В эти тяжелые дни из села Инякино на фронт было призвано 276 человек. Многие из них не вернулись домой, погибли на разных участках огромного фронта. Невероятно трудно пришлось и тем, кто остался в тылу. В основном это были женщины и дети. Они заменили мужчин на сельскохозяйственных работах, шили для воинов Красной Армии носки и варежки. Уже в июле 1941 г. при Инякинской МТС были открыты курсы по подготовке трактористов и комбайнеров из числа женщин и подростков.
В послевоенные годы развитие села продолжилось. В селе были открыты сельхозтехника (на базе бывшей МТС), хлебозавод. В 1960 г. в Инякино было открыто училище механизации сельского хозяйства, в котором уже в год открытия обучалось 90 чел. В 1963 г. оно было преобразовано в сельское профессионально-техническое училище (СПТУ № 24). С 1973 г. это учреждение одним из первых в Российской Федерации стало вести подготовку учащихся по 9 профессиям с одновременным получением среднего полного общего образования. На базе СПТУ № 24 неоднократно проводились областные и республиканские конкурсы профессионального мастерства по различным профессиям, семинары директоров учебных заведений Рязанской области, совещание директоров сельских ПТУ Советского Союза.
С огромной благодарностью инякинцы вспоминают бывшего председателя колхоза «Доброволец» Виктора Федоровича Романова, который до конца своих дней работал на благо села (руководил колхозом с 1961 по 1992 гг.). Колхоз в это время специализировался на картофелеводстве, и коллективы механизированных картофелеводческих звеньев Н. В. Веденева и Н. В. Есейкина в течение ряда лет возглавляли соцсоревнование в области, добиваясь высоких урожаев.
На средства колхоза и по инициативе самого В. Ф. Романова были построены детские учреждения (средняя школа, два детских сада, в 1983 г.), сельский Дом культуры (в 1989 г.), здание правления колхоза «Доброволец» (сейчас там располагается администрация сельского поселения), многоквартирные дома, здание бывшего Дома быта. По его инициативе колхоз активно помогал молодым семьям обзавестись собственным жильём, строились новые благоустроенные дома. Кроме того, для досуга инякинцев было оборудовано огромное искусственное озеро на Зенкине ручье, в котором разводили рыбу. Озеро стало называться БАМом. И сейчас это любимое место летнего отдыха инякинцев и гостей села.
В 1984 г. СПТУ № 24 в селе Инякино было преобразовано в профессиональный лицей, а в конце 2008 г. — в агротехнологический техникум. За годы своего существования техникум подготовил около 20 тыс. работников для агропромышленного комплекса Рязанской области. Более 100 человек из них за достигнутые успехи и личный вклад в развитие народного хозяйства были награждены орденами и медалями СССР и Российской Федерации.
В 1980-х гг. православным верующим было возвращено полуразрушенное здание Успенского храма. К 1989 г., благодаря помощи колхоза «Доброволец» и его председателя В. Ф. Романова, храм был отреставрирован и освящен, а в 1991 г. его посетил Святейший Алексий II, Патриарх Московский и всея России, давший благословение на продолжение восстановительных работ. В конце 1990-х гг. колхоз «Доброволец» был преобразован в сельскохозяйственный производственный кооператив (СПК) «Доброволец», который перестал существовать в 2006 г.
В 2008 г., по инициативе уроженки села Инякино Н. Н. Кобызевой, и с помощью всех жителей села, в устье ручья Зенкина (речки Пятницы) была вновь построена часовня в честь великомученицы Параскевы Пятницы.
Выселками из села Инякино являются деревни Ореховка и Некрасовка Шиловского района Рязанской области.

## Усадьба Инякино
Усадьба основана в первой трети XVII века княжной М.Г. Кайбулиной. В последней четверти XVIII века принадлежала дворянке М.В. Салтыковой (1728-1792), вышедшей замуж за действительного тайного советника А.В. Олсуфьева (1721-1784). С первой трети XIX века их внуку гвардии полковнику Д.С. Олсуфьеву (г/р 1787), женатому на Е.Н. фон-Бушен. Во второй половине столетия усадьбой владели дворяне Кондоиди. В начале XX века помещик А.Т. Попов.
При усадьбе Олсуфьевых с 1833 года имелась суконная фабрика. В имении Попова было устроено образцовое хозяйство с развитым животноводством, действовали заводы крупного рогатого скота и крахмалевый завод.
Сохранилась действующая Успенская церковь 1834-1850 года в стиле ампир, сооруженная Д.С. Олсуфьевым вместо прежней деревянной, с перестройками второй половины XIX века. Усадебные здания и деревянная кладбищенская церковь Сергия Радонежского 1878 года утрачены.
Супругам А.В. и М.В. Олсуфьевым принадлежала усадьба Агишево.

## Экономика
По данным на 2015/2016 г. в селе Инякино Шиловского района Рязанской области расположены:
1. ООО «Пекселы», агропромышленное предприятие;
2. ООО «Сельское грибное хозяйство», агропромышленное предприятие.

В селе имеются несколько магазинов, кафе.

## Социальная инфраструктура
В селе Инякино Шиловского района Рязанской области имеются отделение Сбербанка РФ, отделение почтовой связи, фельдшерско-акушерский пункт (ФАП), Агротехнологический техникум села Инякино, Инякинская средняя общеобразовательная школа, детский сад, Дом культуры и библиотека.

## Транспорт
Через село Инякино проходит автомобильная дорога регионального значения Р125: «Ряжск — Касимов — Нижний Новгород».

## Достопримечательности

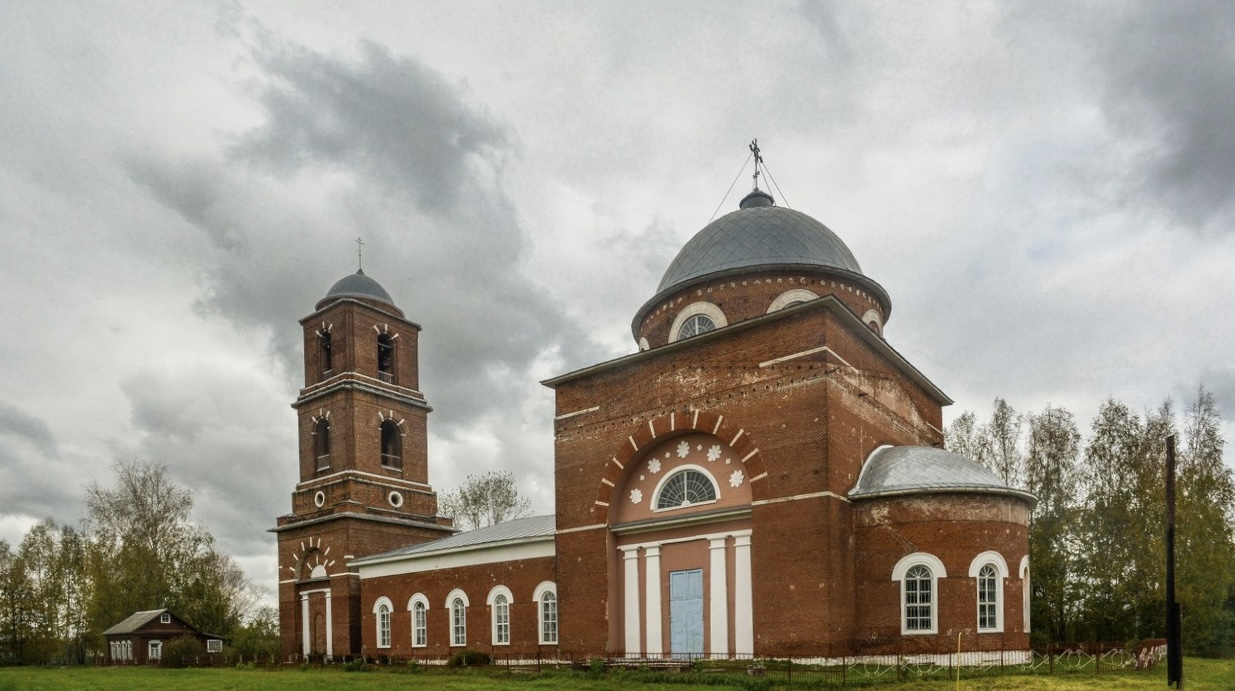
Успенская церковь

- Храм Успения Пресвятой Богородицы — Успенская церковь. Построен в 1836—1849 гг. по инициативе и на средства генерала Д. С. Олсуфьева.[13]
- Памятник работникам сельского хозяйства. Установлен у корпуса Агротехнологического техникума. Представляет собой трактор «Фордзон» на постаменте.
- Скульптурная группа на площади рядом с Успенским храмом.
- Памятник односельчанам, погибшим в Великой Отечественной войне 1941—1945 гг. Установлен на центральной площади села в 1965 г.
- Часовня и святой источник в честь великомученицы Параскевы Пятницы. Построена в 2008 г. в устье ручья Зенкина (Пятницы).[14]

## Известные уроженцы
- Дмитрий Федорович Беляев (1846 – 1901 гг.) — профессор греческой словесности, филолог-византинист Казанского университета.
- Леонид Иосифович Левин (1939 – 2016 гг.) — известный российский культуролог и музыковед.
- Василий Иванович Колдин (род. 1948 г.) — рязанский художник и педагог, директор Рязанского художественного училища имени Г. К. Вагнера, член Союза дизайнеров РФ.
- Николай Павлович Росляков (род. 1948 г.) — рязанский художник-пейзажист.

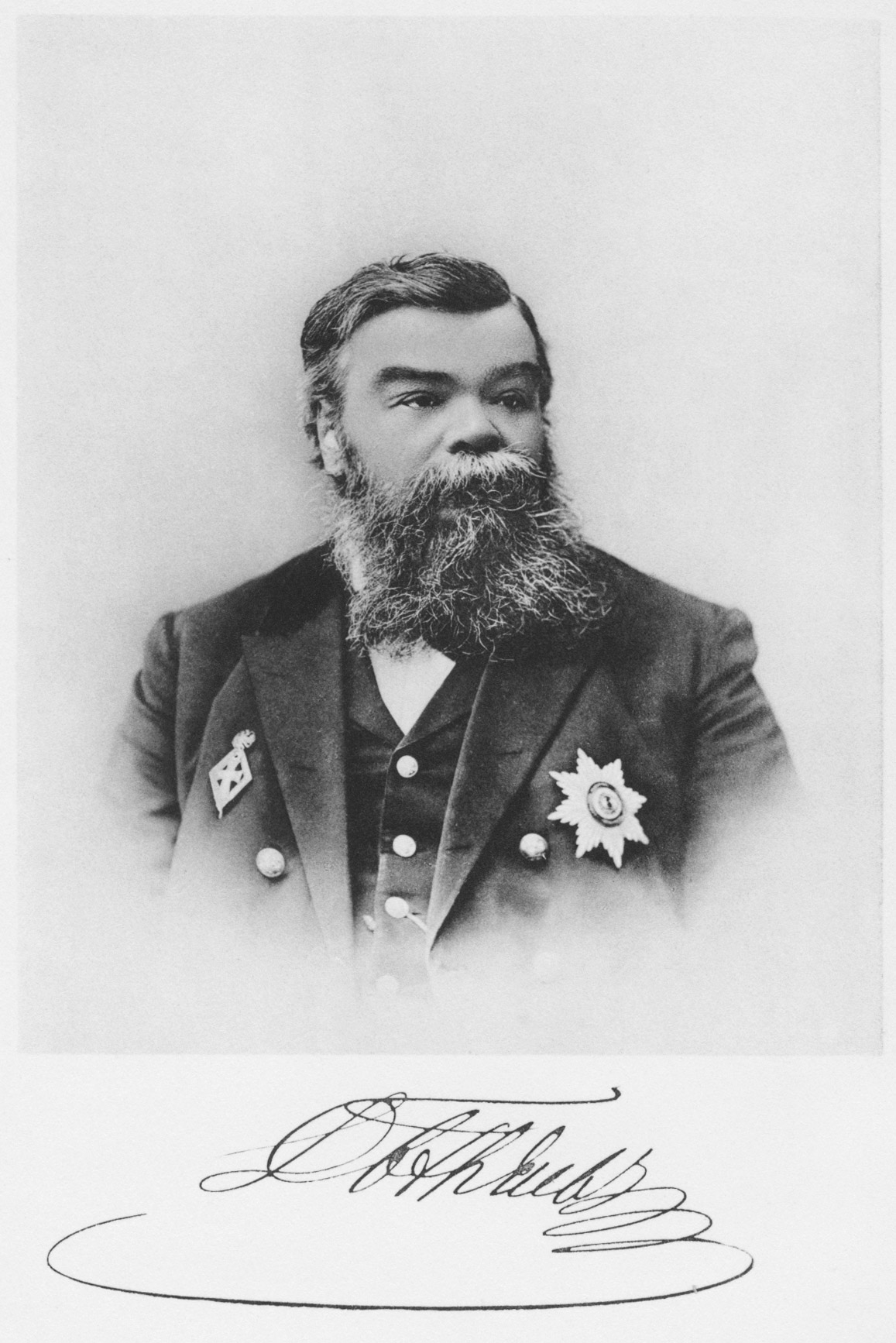
Беляев Дмитрий Федорович (1846 – 1901).